# 17712 Fatherwilliam
17712 Fatherwilliam è un asteroide della fascia principale. Scoperto nel 1997, presenta un'orbita caratterizzata da un semiasse maggiore pari a 2,2686048 UA e da un'eccentricità di 0,0902617, inclinata di 4,37814° rispetto all'eclittica.